# Presbiterio della cattedrale di Notre-Dame a Chartres

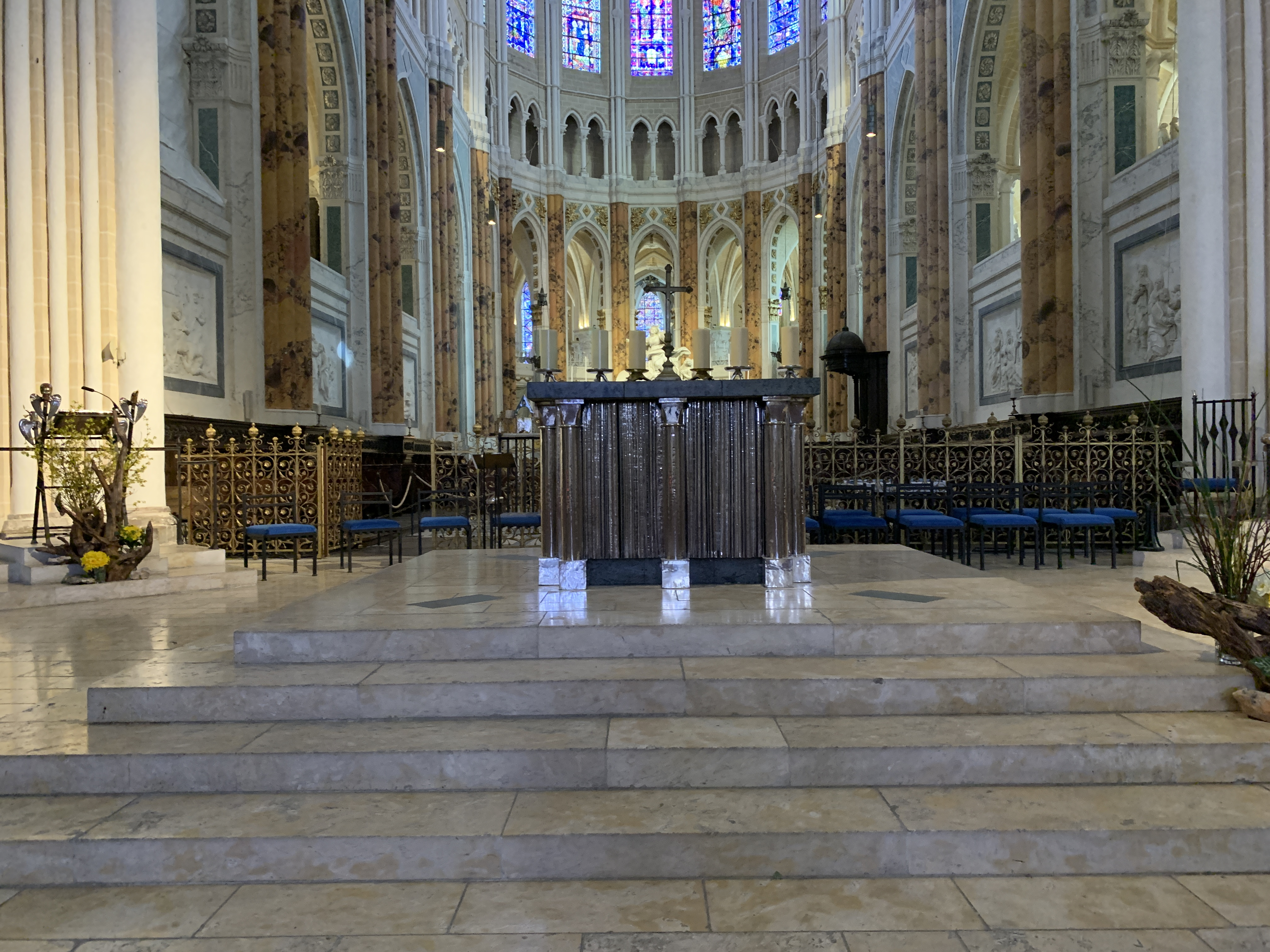
Veduta parziale del presbiterio della cattedrale di Notre-Dame a Chartres

Il presbiterio della cattedrale di Notre-Dame a Chartres è costituito da un insieme di cinquantaquattro elementi sia fissi, sia mobili realizzati dallo scultore e orefice francese Goudji tra il 1992 e il 2020, e in gran parte classificati come monumento storico di Francia.

## Storia

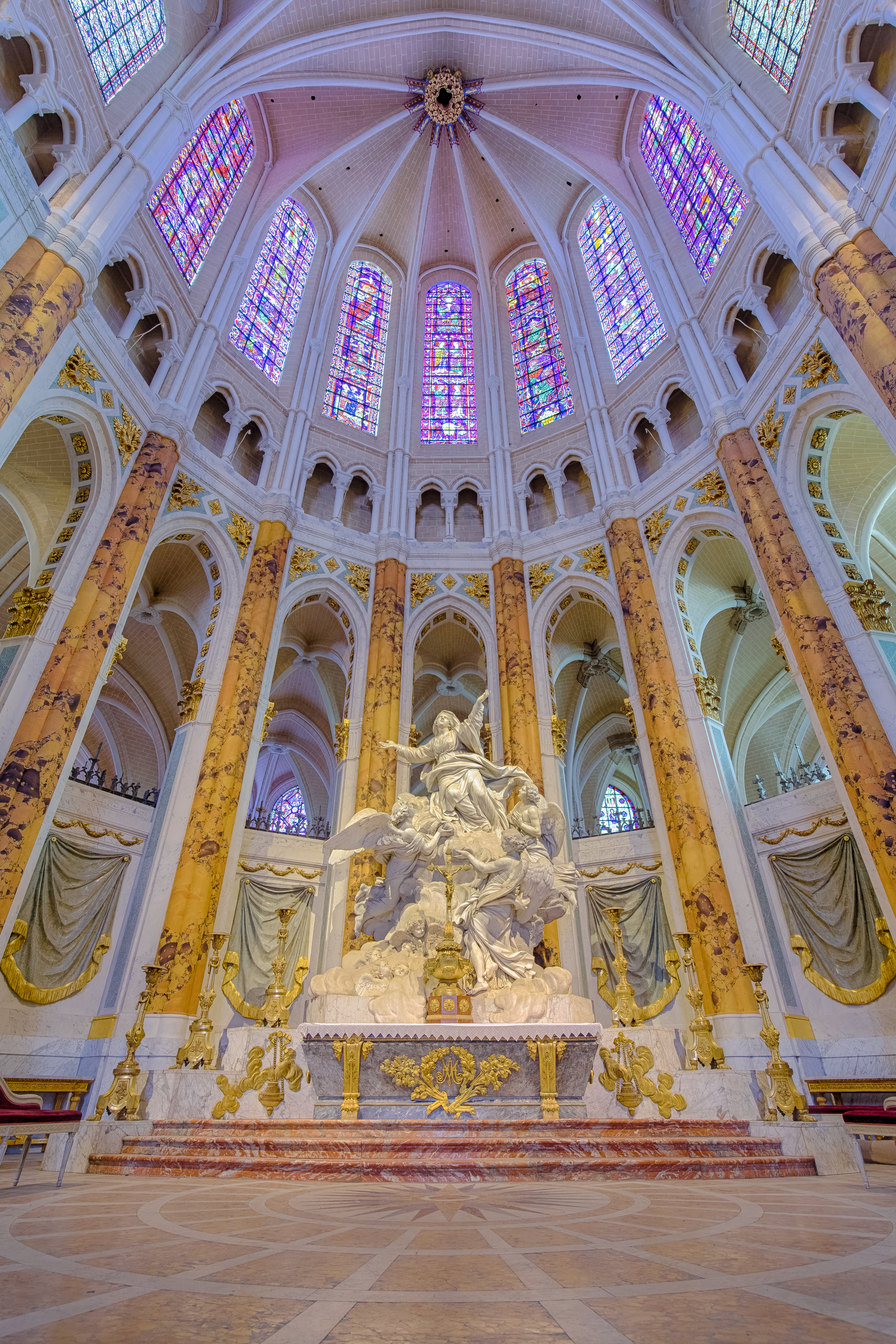
L'abside e il presbiterio barocco

Fino al concilio Vaticano II le celebrazioni liturgiche capitolari ed episcopali nella cattedrale di Chartres ebbero luogo nel coro, area radicalmente modificata in stile barocco a partire dal 1763 con arredi tuttora in loco: l'altare maggiore si trova a ridosso dell'arcata centrale dell'abside, è in marmo e bronzo e venne consacrato il 7 agosto 1773 ed è sormontato dal coevo gruppo scultoreo dell'Assunzione della Vergine di Charles-Antoine Bridan (che lo scolpì su disegno di Nicolas Poussin); al termine del gruppo di sinistra degli stalli lignei, anch'essi di Bridan che li fece tra il 1786 il 1788 vi è quello riservato al vescovo durante l'ufficiatura delle ore, con baldacchino a cupola (mentre la cattedra era mobile e veniva allestita alla sinistra dell'altare, perpendicolare rispetto ad esso); nei suoi pressi è collocato il grande leggio in bronzo dorato, già al centro dell'ambiente, di Pierre Christophe de La Macque (1726).
Con la riforma liturgica il presbiterio dal coro e dall'abside venne avanzato con l'installazione di arredi provvisori su una pedana. Nel 1991 divenne vescovo di Chartres Jacques Perrier, che affidò la sistemazione definitiva dell'area presbiterale all'artista Goudji, del quale aveva apprezzato il fonte battesimale realizzato nel 1987 per la cattedrale di Notre-Dame a Parigi. All'opera collaborarono anche il rettore della cattedrale François Legaux e Guy Nicot, architetto principale dei monumenti storici di Francia, che indicò la crociera come luogo per il nuovo presbiterio, laddove già prima del concilio Vaticano II veniva allestito un altare mobile per le celebrazioni minori. La prima fase di realizzazione terminò nel 1992 con la dedicazione dell'altare maggiore da parte del vescovo Perrier, il 30 maggio; la seconda è stata nel 1994, in occasione dell'ottavo centenario della dedicazione della cattedrale, con la copertina di evangeliario, il turibolo e la navicella; altri arredi, fino a raggiungere il numero di cinquantatré unità, furono realizzati nel corso degli anni successivi; i venticinque realizzati entro il 2000 sono stati classificati come monumento storico di Francia; alcuni dei calici, inoltre, furono utilizzati insieme ad altre opere dell'artista durante la celebrazione eucaristica presieduta da papa Benedetto XVI il 14 settembre 2008 nel santuario di Lourdes. L'ultimo elemento in ordine cronologico è la croce gloriosa pensile, benedetta il 7 aprile 2017 dal vescovo Michel Pansard.
Per volontà di Jacques Perrier, nel 1997 era stato trasferito alla sede di Tarbes e Lourdes, alcune delle suppellettili mobili realizzate da Goudji per la cattedrale di Chartres furono utilizzate, insieme ad altre dello stesso artista, durante la celebrazione eucaristica presieduta da papa Benedetto XVI il 14 settembre 2008 nel santuario di Lourdes.

## Descrizione
Il presbiterio della cattedrale di Chartres occupa la crociera ed è diviso dal coro tramite una bassa cancellata ottocentesca che sostituisce quella monumentale del 1769, smantellata nel 1866; è sopraelevato rispetto al piano di calpestio della basilica su una piattaforma in blocchi squadrati di pietra di Berchères-les-Pierres, realizzata nel 1993 (inizialmente gli arredi erano su pedane provvisorie).

### Elementi fissi

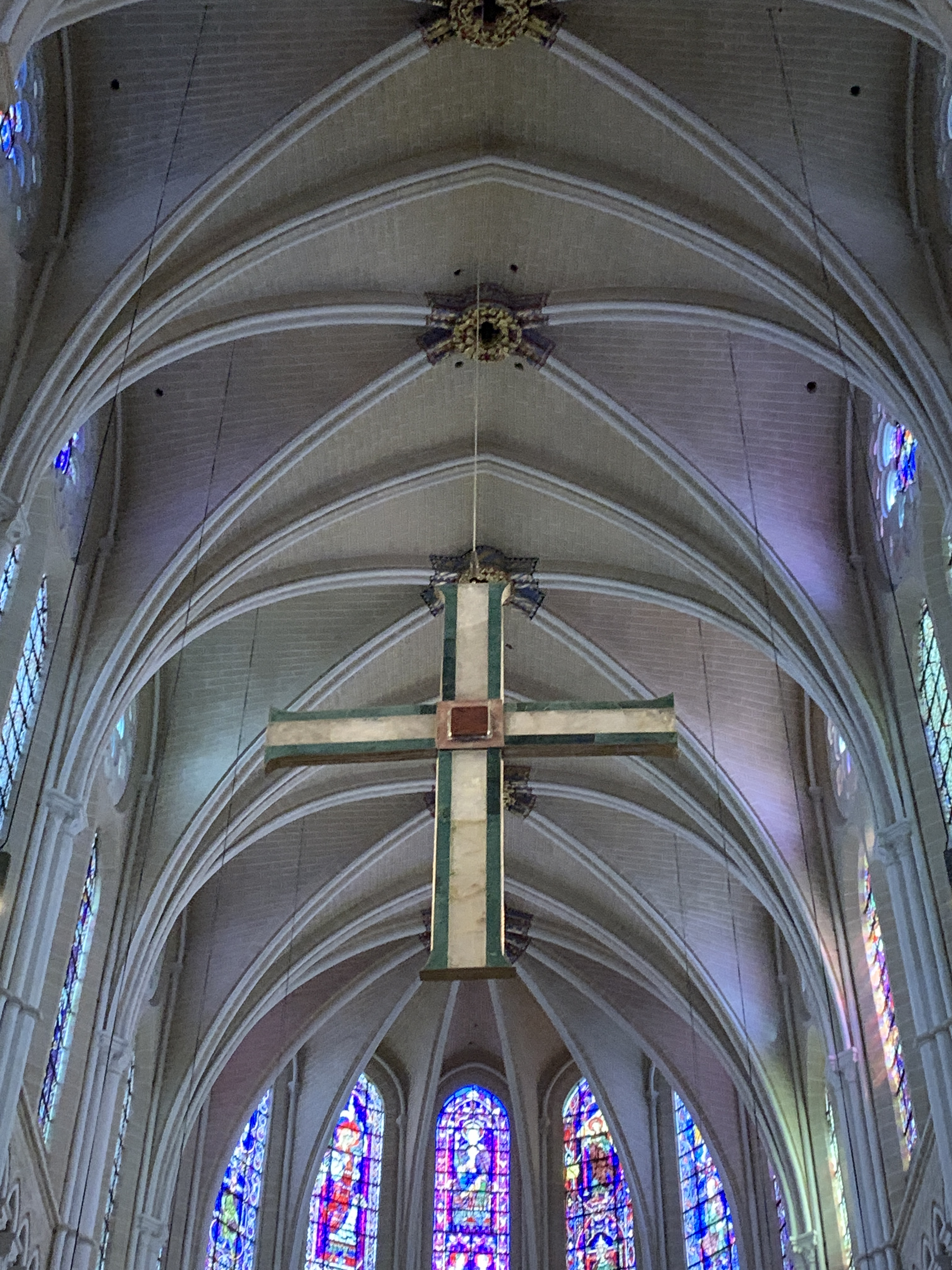
La croce gloriosa

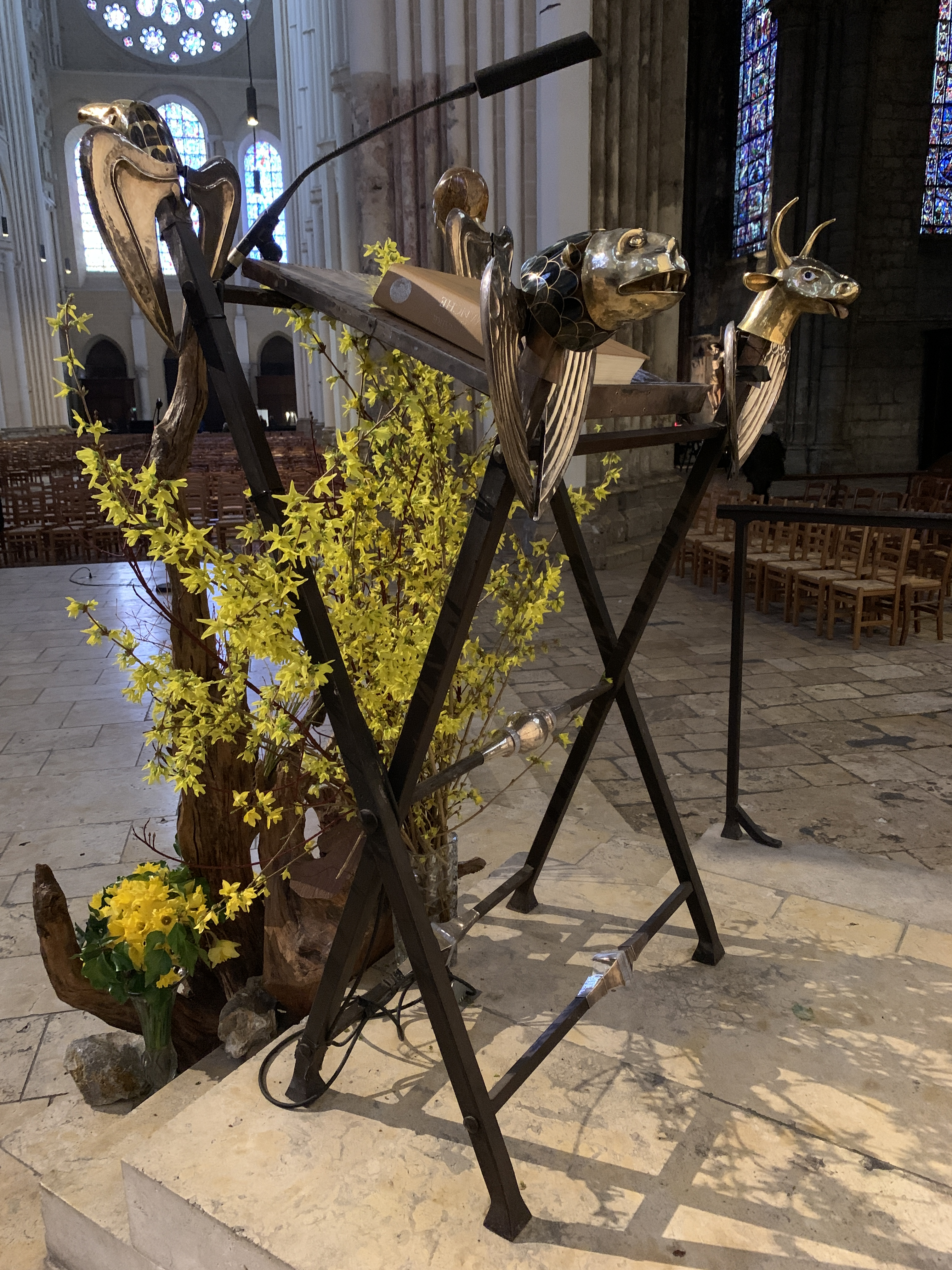
L'ambone

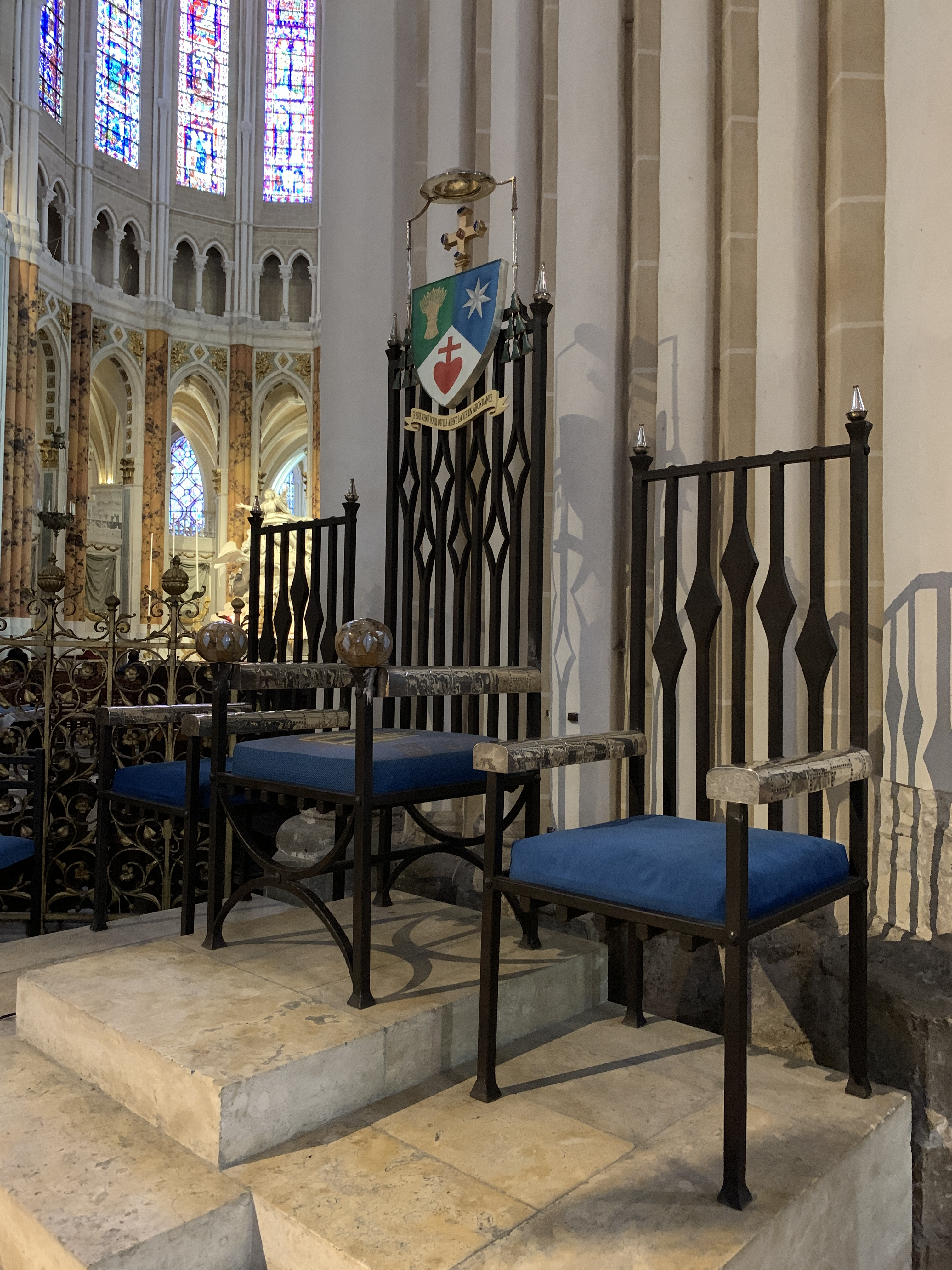
La cattedra episcopale

Al centro, ulteriormente sopraelevato di quattro gradini quadrati, si eleva l'altare maggiore, chiamato Roc de Lumière (in italiano: roccia di luce), realizzato nei primi tre mesi del 1992; è alto 101,3 cm, largo 141,5 cm e profondo 141 cm. La struttura portante, in legno di rovere della foresta di Tronçais, è interamente rivestita lungo i lati da lastre d'argento scanalato che costituiscono come un drappo (richiamo al portail royal della cattedrale) posto tra le dodici colonne a base cubica, realizzate nel medesimo materiale, che simboleggiano i dodici apostoli e sorreggono la mensa; quest'ultima è costituita da un'unica, spessa lastra di granito verde dei Pirenei, utilizzato anche per il plinto. Nell'altare sono incastonate le reliquie dei tre santi martiri del I secolo: Leobino, vescovo di Chartres, Prest e Gilduin, diacono.
In asse verticale sopra l'altare maggiore è sospesa la croce gloriosa (in francese: croix glorieuse), del 2017, che ripropone la posizione dell'analogo arredo posto sulla sommità del perduto jubé. La grande stauroteca, alta 190 cm e larga 160 cm, ha una struttura metallica rivestita in argento e quarzo ialino e pietre dure sulle facce dei bracci (sodalite blu su quella anteriore ad evocare la Vergine Maria, e avventurina verde su quella posteriore che richiama il colore della speranza e dell'episcopato) con tassello centrale in quarzo rosa e diaspro rosso (che ricordano la Passione di Gesù); all'interno di quest'ultimo è posta una reliquia della Vera Croce da secoli appartenuta alla cattedrale di Chartres.
In posizione arretrata sulla sinistra, a ridosso del pilastro settentrionale della crociera, ruotato di 45°, vi è l'ambone, realizzato nel 1992 da Goudji in collaborazione con il fabbro Francis Tempier. Esso è concepito come un leggio pieghevole con piano di appoggio in legno rivestito d'argento e montanti in ferro patinato color nero con traverse intarsiate con elementi di calcedonio, alla sommità dei quali sono collocate le teste alate dei simboli dei quattro Evangelisti, a tutto tondo, realizzate in argento dorato e con elementi decorativi in materiali vari: l'uomo di Matteo ha capelli in œil-de-fer, iridi in madreperla e pupille in onice; il leone di Marco la criniera in œil-de-faucon; il bue di Luca la lingua in diaspro rosso australiano; l'aquila di Giovanni intarsi in œil-de-fer e occhi in madreperla.
Specularmente all'ambone, sulla destra, vi è il complesso della cattedra episcopale e delle due sedi per i concelebranti principali, rialzate su gradini, anch'esse realizzate nel 1992 da Goudji e Tempier. Ciascuna delle tre sedi presenta una struttura in ferro laccato di nero con alto schienale a barre verticali, braccioli in legno rivestito d'argento (quelli della cattedra sono ornati con pomoli in quarzo ialino con intarsi in calcedonio e tormalina) e dei piccoli turiboli stilizzati in argento alla sommità dei montanti laterali dello schienale. Per la cattedra furono approntati tre diversi coronamenti: quello originario, costituito dallo stemma del vescovo Jacques Perrier, in argento, lapislazzuli, madreperla, rubino e smeraldi; lo stemma in argento, avorio e lapislazzuli del suo successore Bernard-Nicolas Aubertin, O.Cist. (1998, incompiuto); il tintinnabulum basilicale (1992), costituito da un'architettura in argento con elementi in avventurina e quarzo, che richiama l'antica cassa che accoglieva la reliquia del velo della Madonna conservata nella cattedrale, è sorretta da quattro colonne e presenta un'arcata centrale, al di sotto della quale pende un velario in madreperla (richiamo alla reliquia), sormontata dalla campanella.

### Suppellettile liturgica
Fra gli arredi mobili classificati come monumento storico di Francia, l'unico non realizzato da Goudji è il grande tappeto, opera di Hervé Lelong (1994-2000), che viene utilizzato in occasione delle celebrazioni più solenni. Esso ha una superficie di 73 m² e per realizzarlo furono necessari 140 kg di lana e l'ideazione di un apposito punto da parte di Véronique de Luna per evitare la deformazione del manufatto; il tappeto ha una forma a croce latina e la sua superficie è costituita da 292 quadrati dal lato di 49 cm, e i colori dominanti sono il blu e il rosso. L'apparato decorativo è mutuato dall'iconografia paleocristiana con spighe di grano e grappoli d'uva (richiamo all'eucaristia), gigli (la purezza); i tre grandi rombi raffigurano rispettivamente il pavone (simbolo della resurrezione), l'albero della vita e l'albero della conoscenza del Bene e del Male, mentre intorno all'altare vi sono il pellicano (verso l'abside), due colombe che si abbeverano (verso l'ambone), un cesto con i pani e i pesci (verso la navata) e la fenice (verso la cattedra).
Fra le suppellettili create da Goudji e classificate come monumento storico, spiccano le tre del 1994: la copertina per evangeliario, il turibolo e la navicella. La prima opera, intitolata Le Verbe (in italiano: la Parola), ha la rilegatura in argento. La copertina anteriore, con agli angoli i simboli dei quattro Evangelisti in argento dorato e alta cornice in sodalite con intarsi alternativamente ovali e quadrangolari in agata bruna, presenta al centro, una croce patente in argento, quarzo ialino con venature di sciorlite e, alle estremità, smeraldi con montatura in oro su intarsio di cristallo smerigliato; al centro della croce, una colomba in oro su sfondo di diaspro rosso. La copertina posteriore ha una cornice in sodalite e agata analoga a quella anteriore ad eccezione del lato superiore, ove vi sono due pavoni in œil-de-faucon su sfondo di cristallo, e agli angoli, in quarzo ialino smerigliato; il campo centrale è in argento cesellato a losanghe e punte di diamante. Le chiusure sono in cuoio con teste d'ariete argentee.
Il turibolo è in argento e acciaio inossidabile con intarsi in œil-de-fer; è costituito da una architettura che evoca la Gerusalemme celeste, a cupola ottagonale con tamburo e ampia lanterna a due ordini di aperture (quest'ultima vuol essere un richiamo alla Nuova alleanza); l'incensiere è sorretto da quattro catene e chiuso da un piccolo chiavistello con la colomba dello Spirito Santo a tutto tondo. La navicella ha la forma di una colomba eucaristica d'argento con gli occhi costituiti da cammei di madreperla, collare in serpentino, coda rivestita di calcedonio candido e, sul dorso, il coperchio a doppia anta in calcedonio grigio-bluastro, con due maniglie argentee a forma di piccoli uccelli; il cucchiaio, di forma semicilindrica, trova alloggiamento sotto il ventre della navicella.
Gli altri arredi facenti parte dell'insieme del presbiterio e classificati come monumento storico di Francia sono:
- la croce d'altare episcopale in argento, con basamento costituito da un triedro poggiante su tre piedini ornato da un bordo di calcedonio e un nodo di madreperla con la colomba dello Spirito Santo intarsiata, e bracci in quarzo ialino con venature di sciorlite e, al centro, uno smeraldo incastonato in oro e madreperla;[33]
- la seconda croce d'altare argentea, con struttura analoga a quella della croce episcopale, il cui basamento poggia su piccoli cervi angolari, nodo intarsiato e alle estremità dei bracci elementi in calcedonio e madreperla;[34]
- i sei alti candelabri d'altare da pavimento, con basamento e nodo cubici in pietra ornati da archetti a tutto sesto concentrici;[35]
- la patena episcopale, costituita da un piatto ovale in argento intarsiato con pesci in calcedonio, madreperla e crisoprasio;[36]
- il calice episcopale[37] a base ottagonale in argento, con base intarsiata con calcedonio e nodo in quarzo ialino con venature di sciorlite;[38]
- il calice per le grandi concelebrazioni, anch'esso in argento, dall'ampia coppa con due maniglie ad anello, piede in avventurina e cucchiaio argenteo coordinato;[39]
- le due ampolline in argento a base dodecagonale, i cui manici sono rivestiti rispettivamente da calcedonio e diaspro rosso (ampollina del vino) e calcedonio e crisoprasio (ampollina dell'acqua), e terminano in basso con un piccolo uccello in argento; del medesimo metallo è il piatto relativo.[40]